# Peter de Montfort
Peter de Montfort, dit également Piers de Montfort, né vers 1205 et tué le 4 août 1265 à Evesham, est un  magnat anglais, l'un des porte-paroles des barons durant leur conflit contre le roi Henri III. Parlour ou prolocutor du Parlement d'Angleterre durant cette crise, il est parfois considéré comme le premier président du Parlement dans l'histoire du parlementarisme anglais, plus d'un siècle avant Thomas Hungerford,.

## Biographie
Par sa mère, Peter de Montfort est le petit-fils de William de Cantilupe, Lord-intendant du roi Jean. Élevé par ce grand-père, il hérite du château de Beaudesert (aujourd'hui disparu), dans le Warwickshire. En 1264 il accompagne le prince Édouard en Espagne pour les noces de celui-ci et, au cours des deux années qui suivent, il remplit plusieurs missions diplomatiques à l'étranger pour le roi Henri III. Dans le même temps, il est nommé haut shérif du Staffordshire et du Shropshire.
En 1258 toutefois, il est l'un des douze barons qui, emmenés par Simon de Montfort (sans lien de parenté avec Peter), imposent au roi les Provisions d'Oxford, le contraignant d'accepter un gouvernement de quinze barons (dont Simon et Peter), surveillés par le Parlement. Il s'agit de contraindre le roi Henri de respecter la Grande Charte de 1215 par laquelle le roi Jean avait consenti à ce que ses pouvoirs soient restreints, reconnaissant les prérogatives des barons et les droits de tout homme libre. Peter préside cette même année le Parlement d'Angleterre à Oxford, appelé « Parlement fou » par les partisans de l'autorité du roi. C'est la première fois que des représentants des roturiers sont appelés à siéger en parlement, et pour cette raison l'assemblée est parfois considérée comme le « premier Parlement d'Angleterre ». C'est aussi la première fois que cette assemblée a un président.
La rupture n'est pas encore consommée avec le roi, et à l'automne 1259 Peter de Montfort accompagne ainsi Henri III en France, pour la négociation d'un traité de paix avec Louis IX. En avril 1261 toutefois, le pape Alexandre IV émet une bulle qui libère le roi de sa promesse de respecter les Provisions d'Oxford. Peter et deux autres barons sont choisis par les leurs pour négocier avec le roi, en vain. Il prend alors part à une attaque contre Worcester, dont les barons se saisissent le 28 février 1263. Une trêve décidée en juillet retarde le début de la seconde guerre des Barons, qui éclate en mars 1264. Peter y prend part, et est fait prisonnier par les forces royales le 5 avril. Par sa victoire à la bataille de Lewes le 14 mai, Simon de Montfort prend de facto le pouvoir en Angleterre ; Peter est libéré.
Peter est l'un des diplomates envoyés négocier avec le pape la reconnaissance du nouveau gouvernement anglais en septembre. Il est membre d'un conseil de neuf barons imposé au roi à partir du mois de juin. Il est par ailleurs nommé gardien du sceau du roi. Le nouveau régime s'appuie sur un Parlement : un premier convoqué en juin 1264 pour approuver les nouvelles institutions, puis l'assemblée dite « Parlement de Simon de Montfort » qui siège de janvier à mars 1265 et rassemble des barons, des représentants du clergé, et des représentants élus des roturiers. Ce Parlement, qui marque une étape clef dans l'émergence du parlementarisme anglais, se réunit en présence du roi, dont l'autorité est clairement bridée.
Les combats reprennent toutefois. Peter de Montfort est tué en même temps que Simon de Montfort à la bataille d'Evesham, le 4 août 1265. Leur héritage historique est majeur : le « Parlement modèle » consenti en 1295 par le roi Édouard Ier, dans la continuité des parlements imposés à son père Henri III, entérine définitivement un mode de gouvernement où le monarque partage son autorité avec une assemblée de barons, de représentants du clergé et de roturiers élus.